# The Night Watchman
The Night Watchman es un cortometraje animado de la serie Merrie Melodies dirigido por Chuck Jones y estrenado el 19 de noviembre de 1938. La animación estuvo a cargo de Ken Harris.

## Trama
Tommy, un pequeño gato, debe vigilar la cocina de la casa durante la noche debido a que su padre está demasiado enfermo para hacerlo. Un grupo de ratones aparece mientras el gato está haciendo su trabajo. Al ver que no es una amenaza, los ratones comienzan a comer todo lo que hay en la cocina, verduras, queso, carne, etc. Tommy intenta echar a los ratones, pero es golpeado. 
Cuando Tommy se da por vencido ante el número y fuerza de los ratones, una de sus 7 vidas lo incentiva a acabar con los invasores. Uno tras otro, el gato se deshace de los ratones, quienes escapan a su agujero.

## Producción
Fue el primer dibujo animado dirigido por Chuck Jones trabajando en Warner Bros. Fueron utilizados cerca de 5.000 dibujos en la realización del cortometraje.